# 葛维达
斯韦特兰娜·里姆斯基-科萨科夫（英語：Svetlana Rimsky-Korsakoff，婚后随夫姓戴尔Dyer），汉名葛维达，中国白俄。

## 生平
1931年出生于中国哈尔滨，东干族语言文化研究专家，澳大利亚国立大学汉语教授。她是俄国作曲家尼古拉·安德烈耶维奇·里姆斯基-科萨科夫的曾孙女。她的父亲尼古拉·里姆斯基-科萨科夫是沙皇俄国的一位军官，在1917年俄国革命中被迫逃往中国，后来搬家至北平，斯韦特兰娜在北平接受了汉俄双语教育。在日本占领北平期间，全家又逃往至云南，在昆明取得了中国公民身份。1945年得以回到北平。
斯韦特兰娜的继父葛邦福是沙俄堪察加的末代总督，也是清华大学的历史学教授。斯韦特兰娜成为了辅仁大学为数不多的外国学生。在这里她目睹了共产党员对于校园的席卷，被迫参与反对外国人与传教士的运动。在共产党掌权的1949年后，她的家庭被剥夺了中国公民的身份。他父亲也由于意识形态的原因被迫结束了历史学的教学而转向教授俄语。
1952年，她全家离开中国大陆而来到澳大利亚，很多年后取得了澳大利亚公民身份。
在20世纪60年代，她前往美国华盛顿的乔治城大学学习，在这里，她开始接触东干人的民俗学。东干人是清朝回逆后逃离中国的回族后裔，他们保留了原来的汉语方言，但是使用西里尔字母而不是汉字记录他们的文字。斯韦特兰娜是西方第一个研究该课题的专家，她写了The Dungan Dialect: Introduction and Morphology一书。
后来她开始在澳大利亚国立大学教授汉语。1983年，由于对《老乞大》的研究而获得了博士学位。她对东干语言、民俗的研究有着重大的贡献，她的著作也是研究东干民族的权威著作。